# Friedrich von Knauss
Friedrich von Knaus(s) (Aldingen, 7 de abril de 1724 — Viena, 14 de agosto de 1789) foi um relojoeiro e inventor alemão que construiu mecanismos de relojoaria capazes, de maneira elementar, de tocar instrumentos musicais, escrever frases curtas ou realizar outras tarefas individuais especializadas. Seu pai, Ludwig Knaus(s), também foi um relojoeiro. Friedrich tinha um irmão, Ludwig Johann, cujo ano de nascimento supõe-se ter sido 1715 ou 1716.
A partir de 1739, ele esteve a serviço da corte do grão-duque de Darmstadt e em 1749 tornou-se "Hofmechanikus" ou "mecânico da corte". Em conjunto com o irmão, produziu o famoso "Kaiserliche Vorstellungsuhr", o Relógio da Representação Imperial, em 1750. Em 1764 criou A mão que escreve. Embora não tenham sido muito bem sucedidas, algumas de suas invenções mais conceituadas foram quatro cabeças mecânicas falantes, construídas em  1770. Que elas não obtiveram bom êxito é atestado pelo fato de que em 1779 a Academia de Ciências de São Petersburgo utilizou a produção de uma cabeça falante como tema para um concurso de mecânicos e fabricantes de órgãos, especificando que a máquina deveria ser capaz de falar as cinco vogais.
Durante o ano de 1778, Knauss foi recrutado como capitão da artilharia de Viena.